# Stagonolepis
Stagonolepis es un género extinto de reptiles arcosaurios perteneciente al orden de los etosaurios. Tenía cerca de 3 m de largo.
Era un animal cuadrúpedo cubierto de una gruesa armadura ósea que corría a lo largo de la longitud de su cuerpo. Siendo un ramoneador de lento movimiento, debió de haber usado su pesada armadura para repeler los ataques de los arcosaurios carnívoros contemporáneos. Stagonolepis tenía una cabeza muy pequeña para su tamaño; esta solo medía unos 25 centímetros de largo, lo que constituye solo el 10% de la longitud corporal total. No tenía dientes en el frente de su quijada, en vez de lo cual tenía un pico cuyo extremo se arqueaba hacia arriba, permitiéndole arrancar plantas de manera similar a cómo un cerdo utiliza su hocico, incluyendo equisetos, helechos, y las recientemente aparecidas cícadas.

## Especies

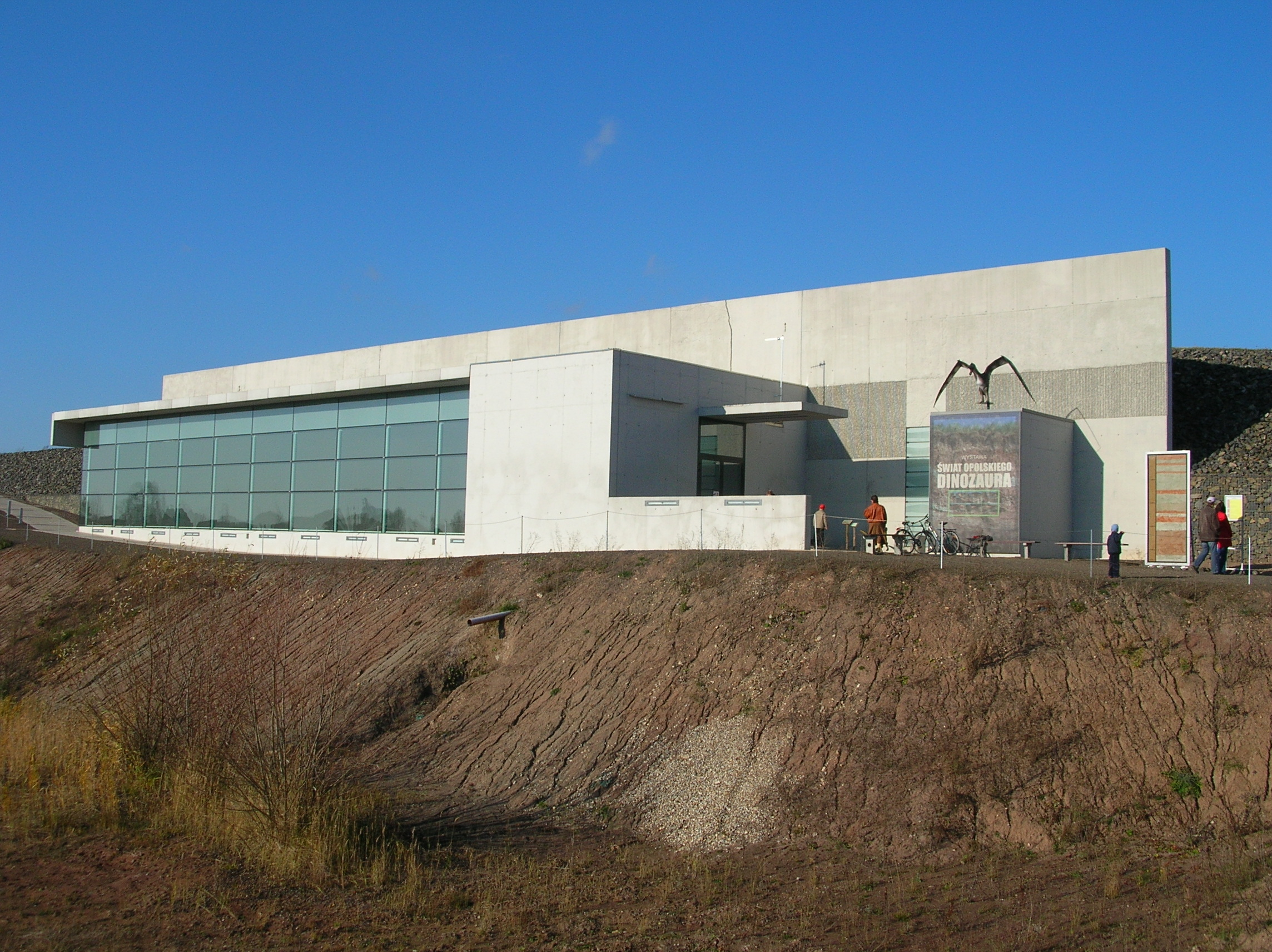
El Museo Krasiejów en Polonia, cerca de donde se hallaron los restos de Stagonolepis olenkae y otros tetrápodos del Triásico.

Los restos fósiles de S. robertsoni han sido hallados en la Arenisca Lossiemouth de Escocia, mientras que S. olenkae es conocido de depósitos cerca de Krasiejów, Polonia. S. olenkae es estratigráficamente más reciente que la especie tipo de Stagonolepis, S. robertsoni. El género Aetosauroides de Suramérica ha sido considerado como sinónimo más moderno de Stagonolepis por algunos paleontólogos. Dos especies de Aetosauroides fueron nombradas, A. scagliai y A. subsulcatus. En 2002, Andrew B. Heckert y Spencer G. Lucas propusieron que los especímenes menores de ambas especies pertenecían a Stagonolepis robertsoni, y los mayores a S. wellesi.
El propio S. wellesi fue originalmente nombrado Calyptosuchus, un estagonolepídido del Grupo Dockum del Triásico Superior de Estados Unidos, el cual fue considerado unas especies de Stagonolepis por Murray & Long en 1989. Sin embargo, muchos de los estudios posteriores han concluido que tanto Aetosauroides como Calyptosuchus son válidos y son géneros monotípicos, el primero es propio de Suramérica y el otro es endémico de Estados Unidos. Stagonolepis se restringe al piso Carniense de Escocia y Polonia.

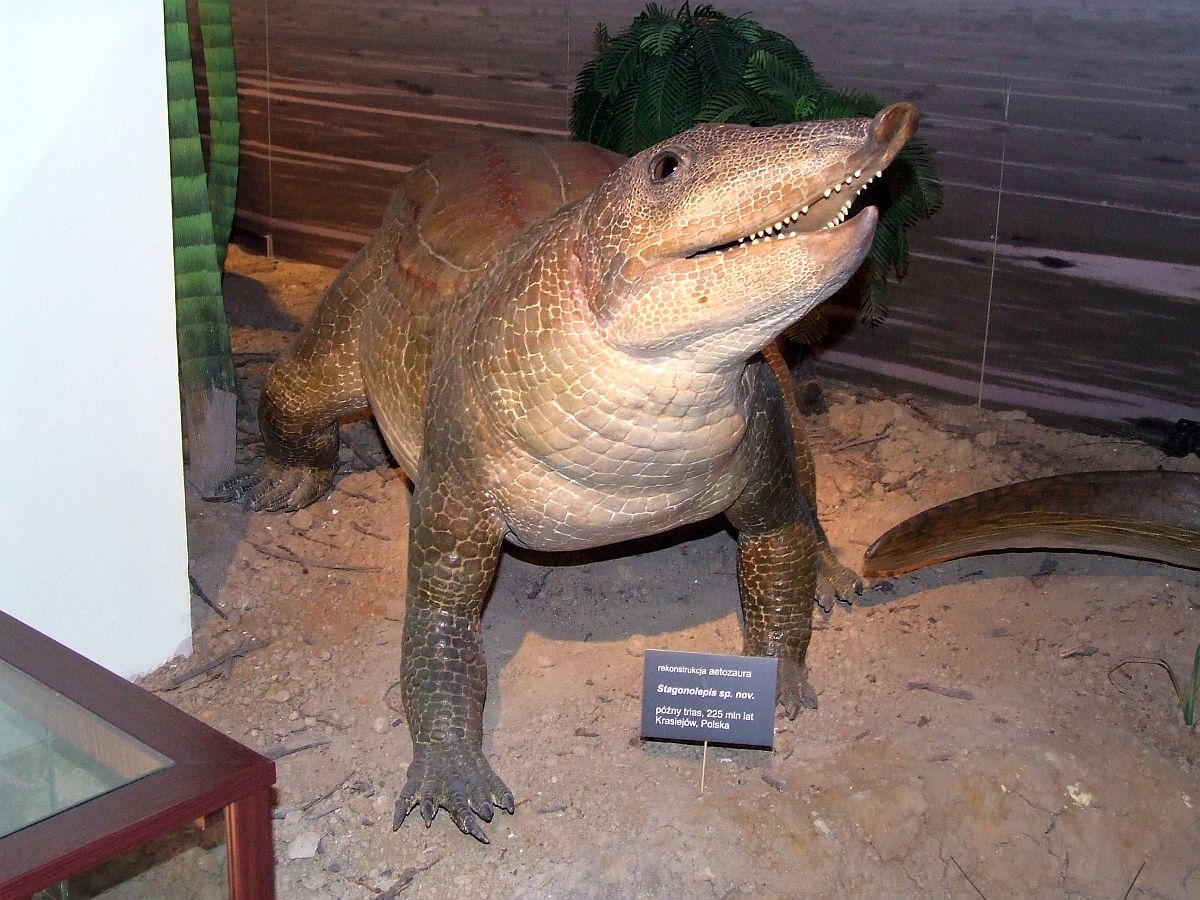
Modelo de S. olenkae en el Museo de la Evolución de Varsovia